# Embrun (tổng)
Tổng Embrun là một tổng của Pháp nằm ở tỉnh Hautes-Alpes trong vùng Provence-Alpes-Côte d'Azur.

## Địa lý
Tổng này được tổ chức xung quanh Embrun thuộc quận Gap. Độ cao thay đổi từ 778 m (Crots) đến 3 120 m (Châteauroux-les-Alpes) với độ cao trung bình 1 111 m.

## Hành chính
| Giai đoạn | Ủy viên      | Đảng | Tư cách |
| --------- | ------------ | ---- | ------- |
| 2008-2014 | Richard Siri | UMP  |         |
| 2001-2008 | Richard Siri | DVD  |         |

## Các đơn vị cấp dưới
Le canton d'Embrun gồm 8 xã với dân số là 9 720 người (điều tra năm 1999, dân số không tính trùng)
| Xã                    | Dân số | Mã bưu chính | Mã insee |
| --------------------- | ------ | ------------ | -------- |
| Baratier              | 461    | 05200        | 05012    |
| Châteauroux-les-Alpes | 927    | 05380        | 05036    |
| Crévoux               | 103    | 05200        | 05044    |
| Crots                 | 744    | 05200        | 05045    |
| Embrun                | 6 152  | 05200        | 05046    |
| Les Orres             | 446    | 05200        | 05098    |
| Saint-André-d'Embrun  | 495    | 05200        | 05128    |
| Saint-Sauveur         | 392    | 05200        | 05156    |

## Biến động dân số
| 1962                                                     | 1968  | 1975  | 1982  | 1990  | 1999  |
| -------------------------------------------------------- | ----- | ----- | ----- | ----- | ----- |
| 5 992                                                    | 6 624 | 6 828 | 7 945 | 8 872 | 9 720 |
| Nombre retenu à partir de 1962 : dân số không tính trùng |       |       |       |       |       |